# Conference (Grenada)
Conference ist eine Siedlung im Parish Saint Andrew im Osten von Grenada.

## Geographie
Die Siedlung liegt an der Küste, nördlich von Upper Pearls, an der Grenze zum Nachbarparish Saint Patrick (Tivoli).
Im Norden schließt sich Moya an.